# Sisymbrium irio
Sisymbre vélaret
Espèce
Classification phylogénétique
Sisymbrium irio, communément appelé Sisymbre irio ou Sisymbre vélaret, est une espèce de plante herbacée appartenant à la famille des Brassicaceae (crucifères). C’est une plante annuelle de 20 à 60 cm de hauteur, avec des feuilles basale pennatiséquées. Elle est originaire d’Europe du Sud, du Moyen-Orient jusqu’en Asie centrale, et d’Afrique du Nord.
Utilisée en tisane sucrée avec du miel qui a la réputation de calmer les toux grasses et de lutter efficacement contre les enrouements et les extinctions de voix.

## Nomenclature et étymologie
L’espèce a été décrite et nommée Sisymbrium irio  par Linné en 1735 dans Species Plantarum 2: 659–660.
Le nom de genre Sisymbrium est un phytonyme latin, venant du grec σισύμβριον sisymbrion d’origine obscure. Dans certains textes, il désigne le cresson des fontaines (Nasturtium officinale) (Pline HN, 19, 172, ou Dioscoride MM, 2, 112), dans d’autres, il désigne une menthe sauvage (Pline, 19, 172, Dioscoride MM 3, 43). Par contre, les Sisymbrium irio/officinale étaient connus des Anciens sous les noms de eruca (Dioscoride MM, 2, 144) mais aussi de erysimon, irio, menta, et uela.
L’épithète spécifique irio est un phytonyme latin employé par Pline dans HN, XVIII, 96, à propos du sésame dont il dit que chez nous on l’appelle « irio ».

## Synonymes
Selon POWO, Sisymbrium irio  est le nom accepté de l’espèce qui a pour synonymes :
- Arabis charbonnelii H.Lév.
- Crucifera irio (L.) E.H.L.Krause
- Descurainia irio (L.) Webb & Berthel.
- Erysimum irio (L.) Farw.
- Hesperis iriodes Kuntze
- Hesperis maxima Kuntze
- Hesperis subulata Kuntze
- Irio ruderalis Fourr.
- Norta irio (L.) Britton
- Phryne laxata Bubani
- Sisymbrium erucifolium Gilib.
- Sisymbrium erysimastrum Lam.
- Sisymbrium filiforme Dulac
- Sisymbrium glabrum Willd.
- Sisymbrium irioides Boiss.
- Sisymbrium latifolium Gray
- Sisymbrium pinnatifidum Forssk.
- Sisymbrium ramulosum Poir.
- Sisymbrium subulatum E.Fourn.

## Description

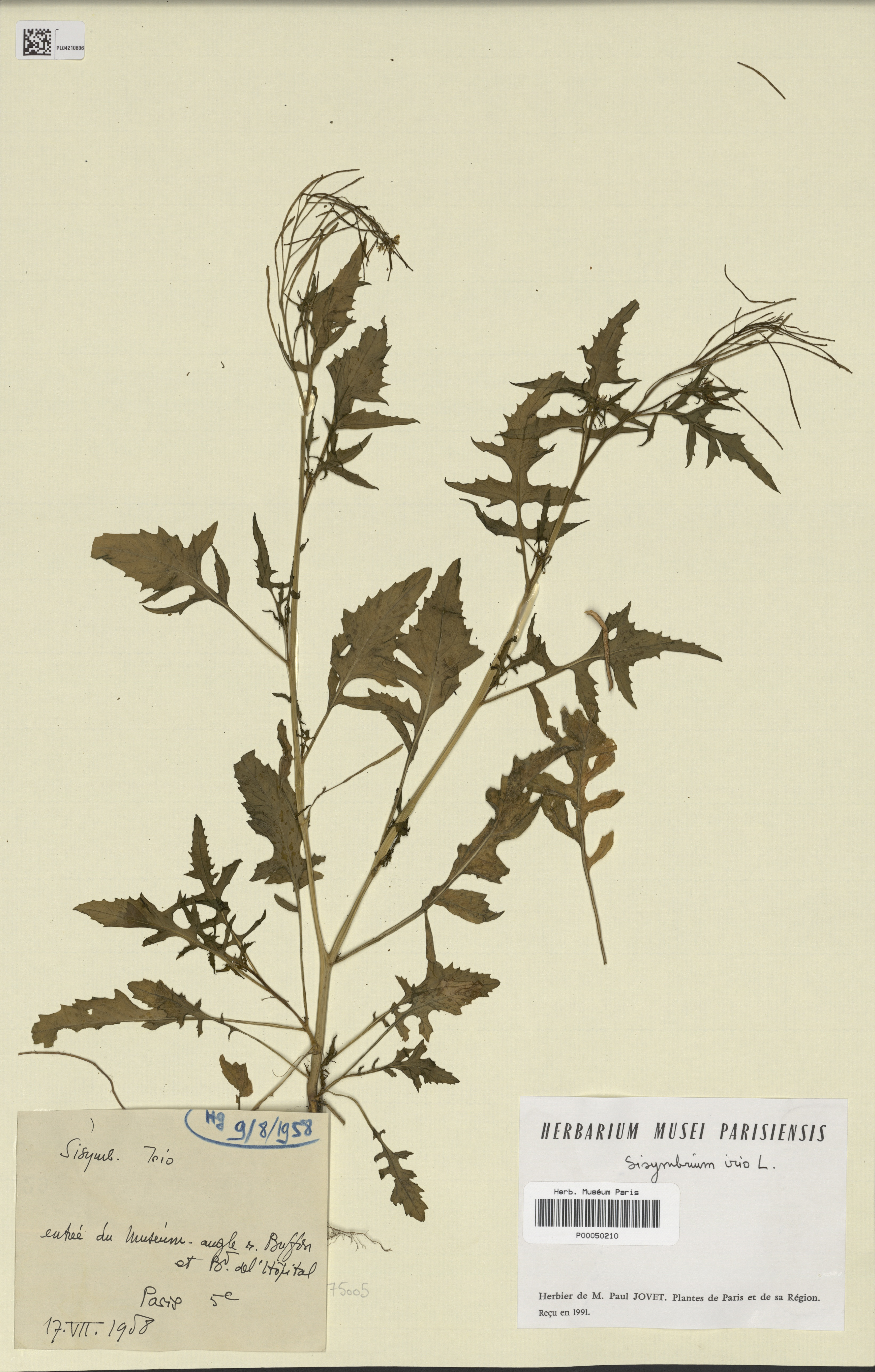
Sisymbrium irio récolté à l'angle de la rue Buffon et du boulevard de l'Hôpital à l'entrée du Muséum de Paris.

Le Sisymbre vélaret ou Sisymbre irio, est une plante annuelle pouvant atteindre 20 à 60 cm (75 cm) de hauteur. Il se distingue des autres sisymbres par le lobe terminal des feuilles basales de forme triangulaire.
Les feuilles basales ne sont pas disposées en rosette. Elles sont portées par un pétiole de (0,5-)1-4,5(-6) cm, avec un limbe oblancéolé ou oblong, pennatiséqué, de (1,5-)3-12(-15) cm de long sur  (0,5-)1-6(-9) cm de large ; il y a (1-)2-6(-8)  lobes de chaque côté, oblongs ou lancéolés, plus petits que le lobe terminal triangulaire.
Les feuilles caulinaires sont semblables aux feuilles basales mais avec le bord entier ou 1-3-lobés et avec un lobe terminal plus petit.
Le racème de fleurs jaunes pâles devient très allongé au moment de la fructification. Les pédicelles fructifères sont divariqués ou ascendants. La fleur comporte 4 sépales dressés de 2 mm de long, oblongs ; 4 pétales jaunes, oblongs-lancéolés, de 2,5-3,5(-4) × 1-1,5 mm, onglet de 1–1,5 mm. Chaque ovaire comporte de 40 à 90 ovules.
Le fruit est une silique étroitement linéaire, droite ou légèrement incurvée vers l'intérieur, élancée, de (2,5-)3-4(-5) cm de long sur 0,9–1,1 mm de large. Les jeunes fruits dépassent les fleurs. Les graines oblongues sont insérées dans des dépressions du septum, brun rouge clair, luisantes.

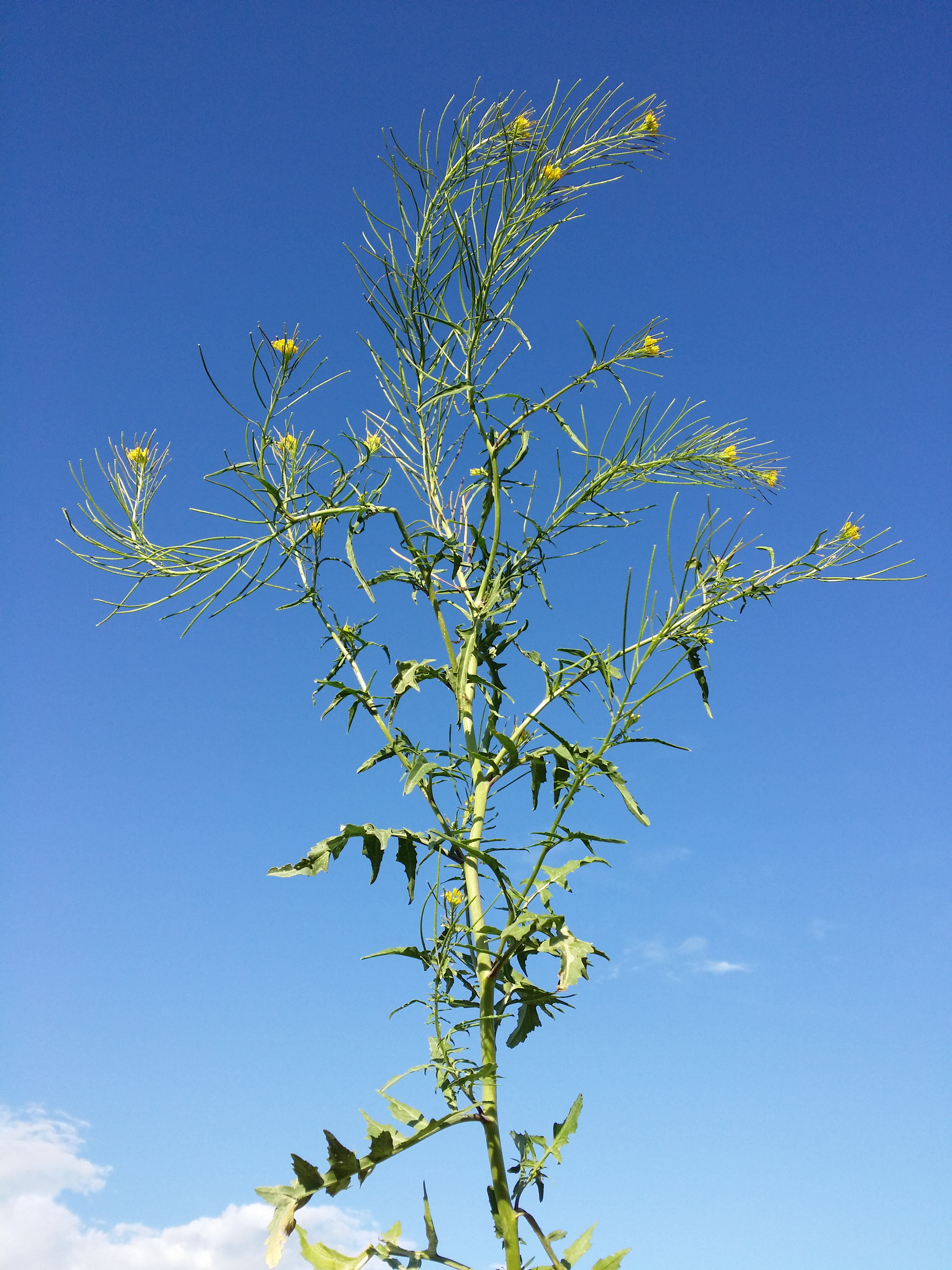
Port, feuilles caulinaires.
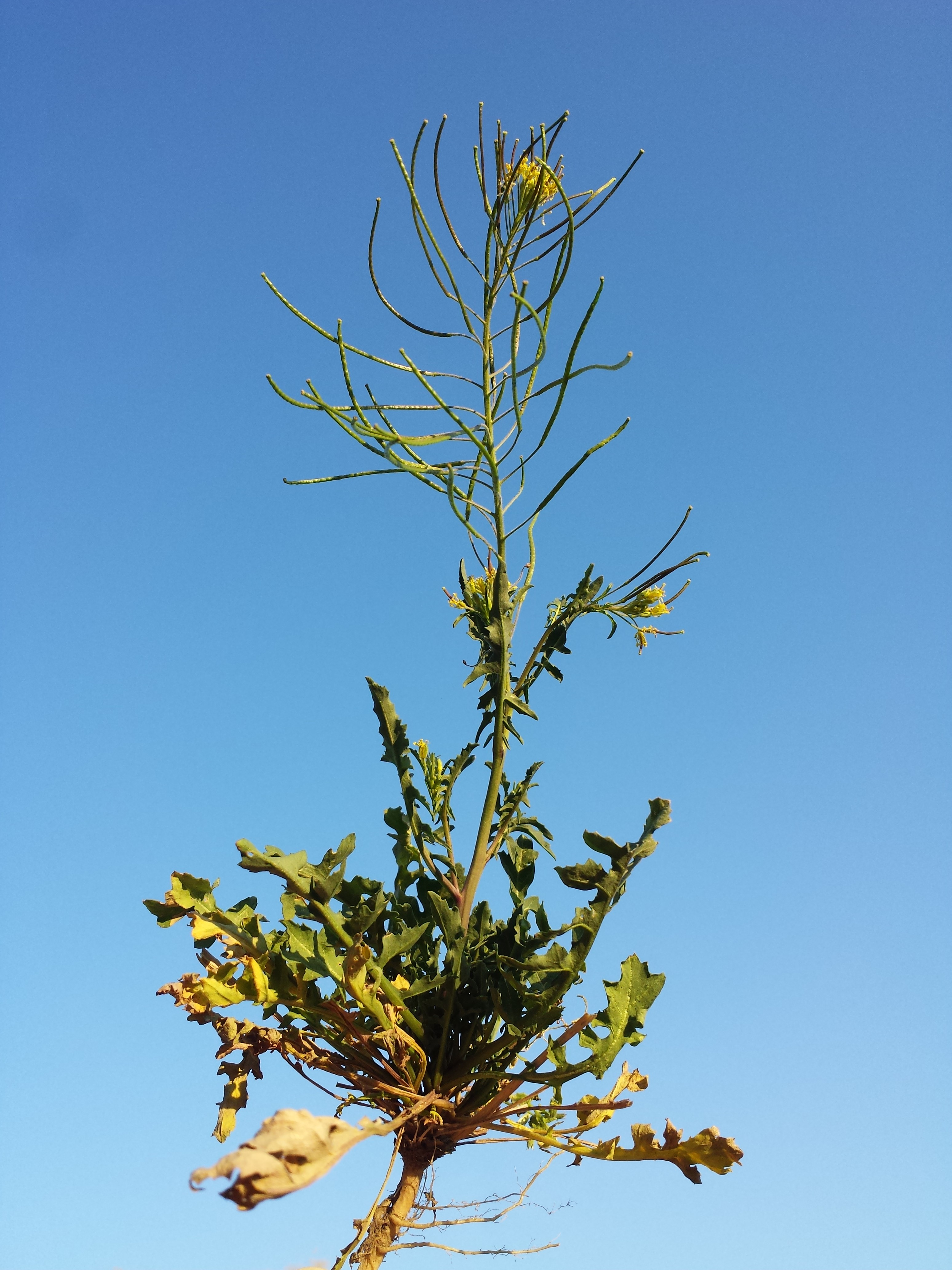
Port, feuilles basales.
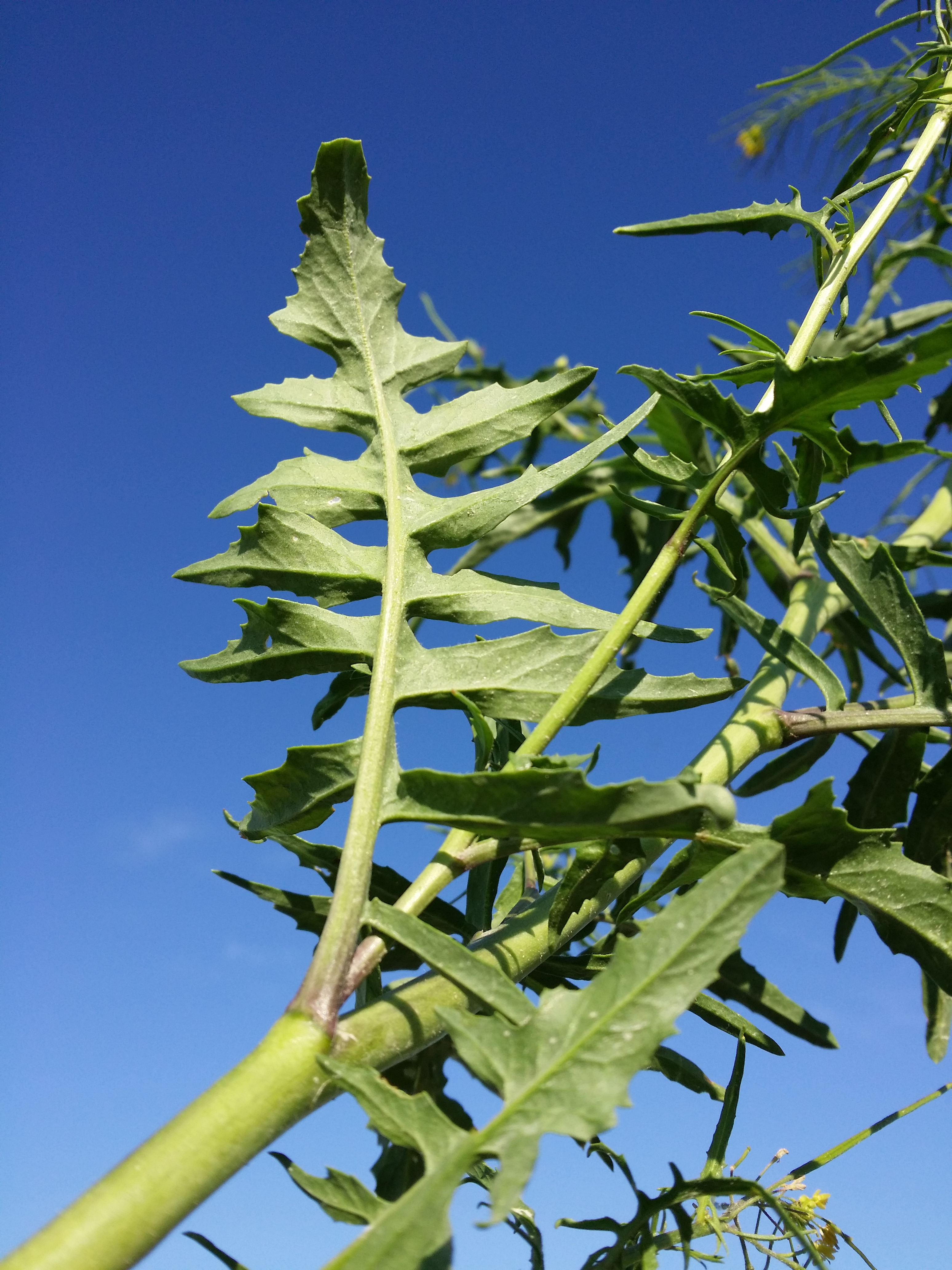
Feuille pennatiséquée.
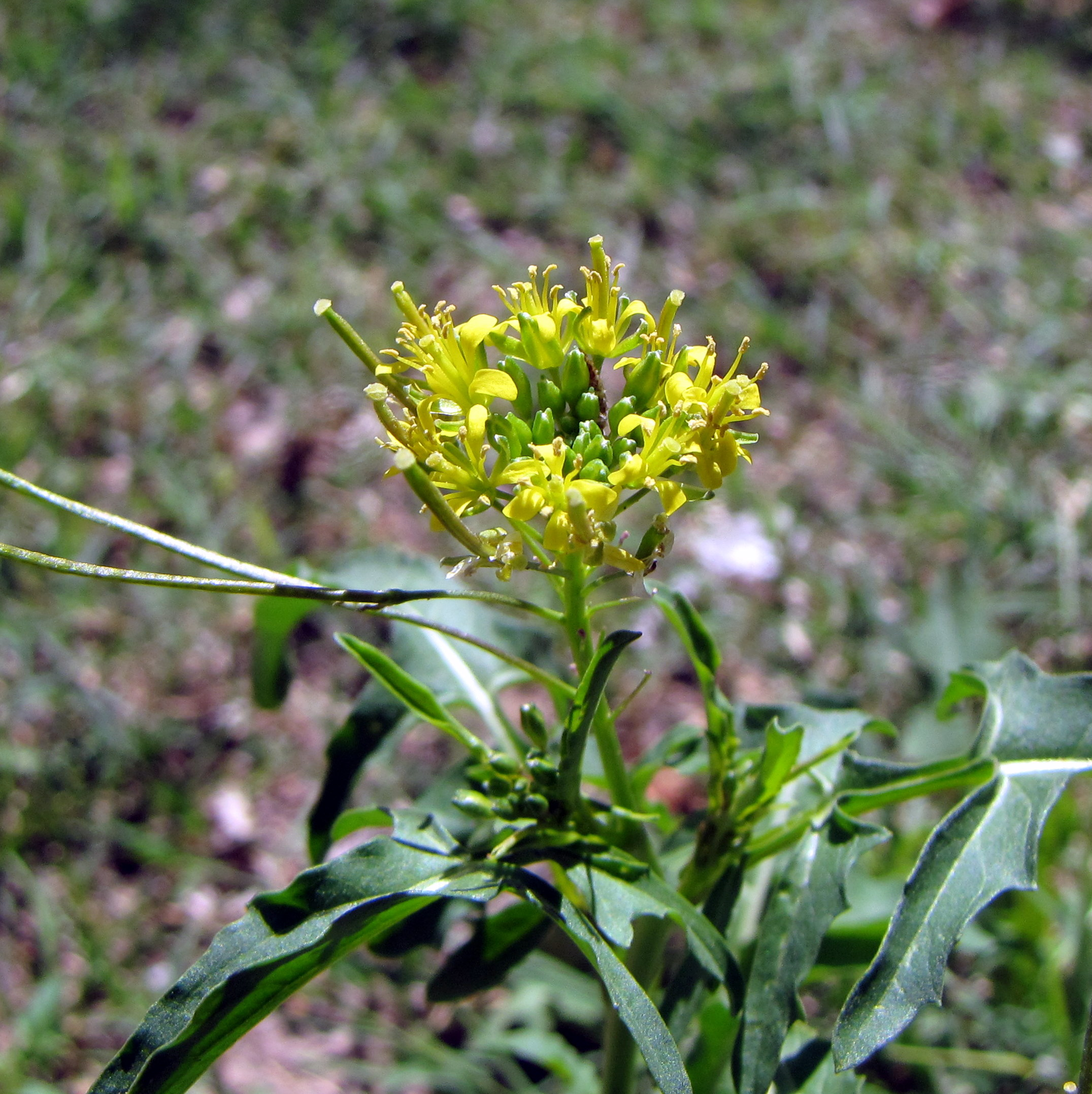
Fleurs.
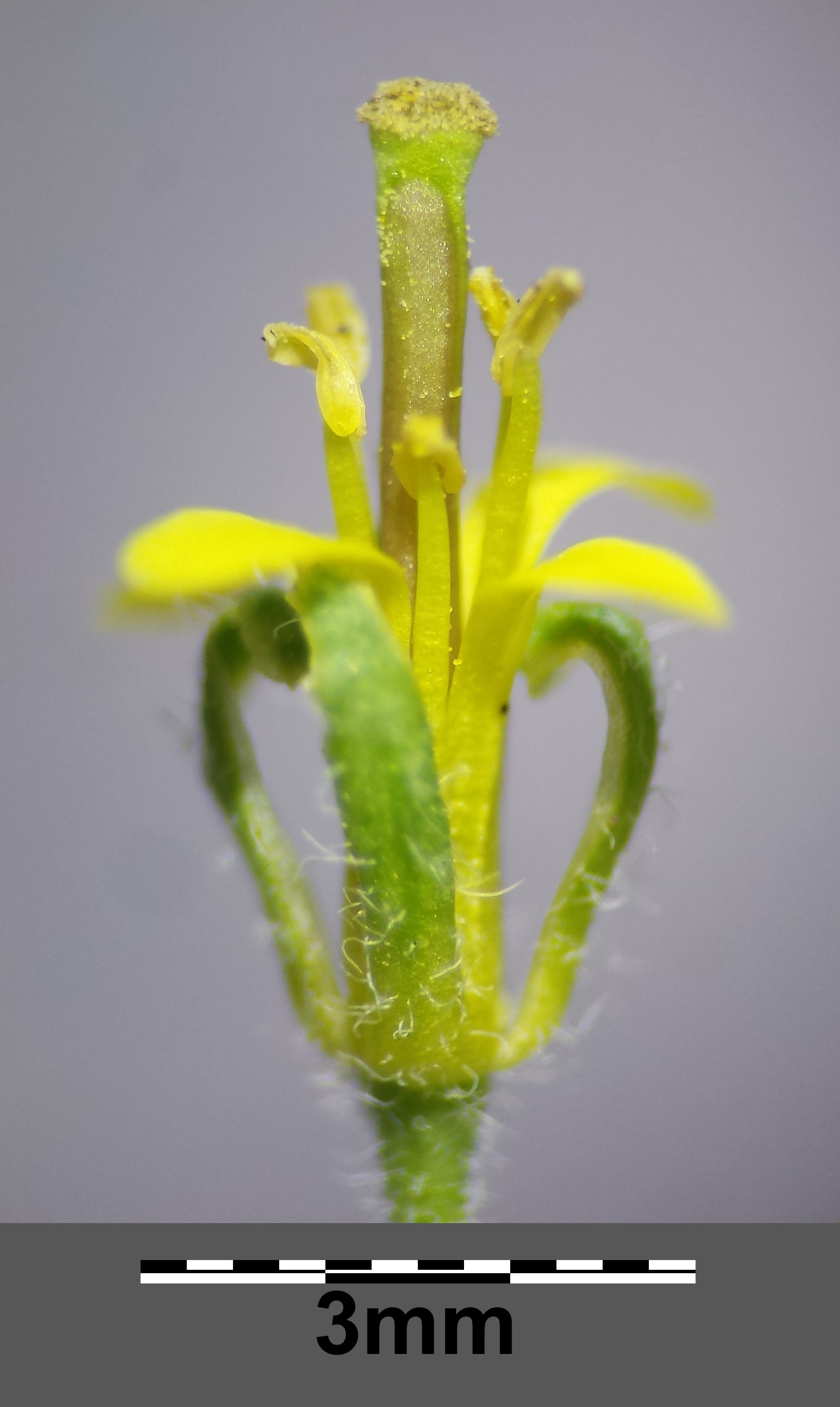
Fleur.
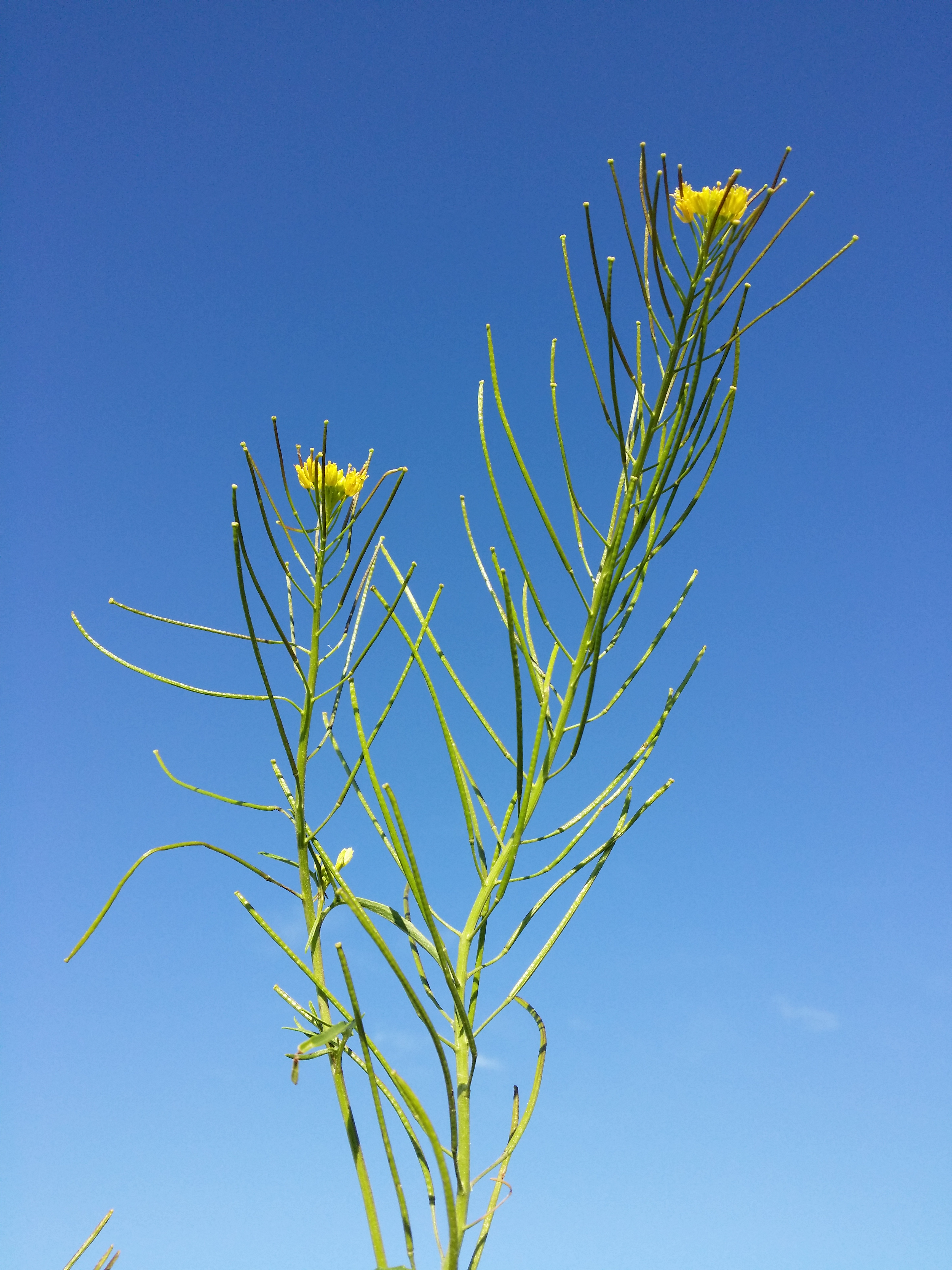
Fleurs et siliques.
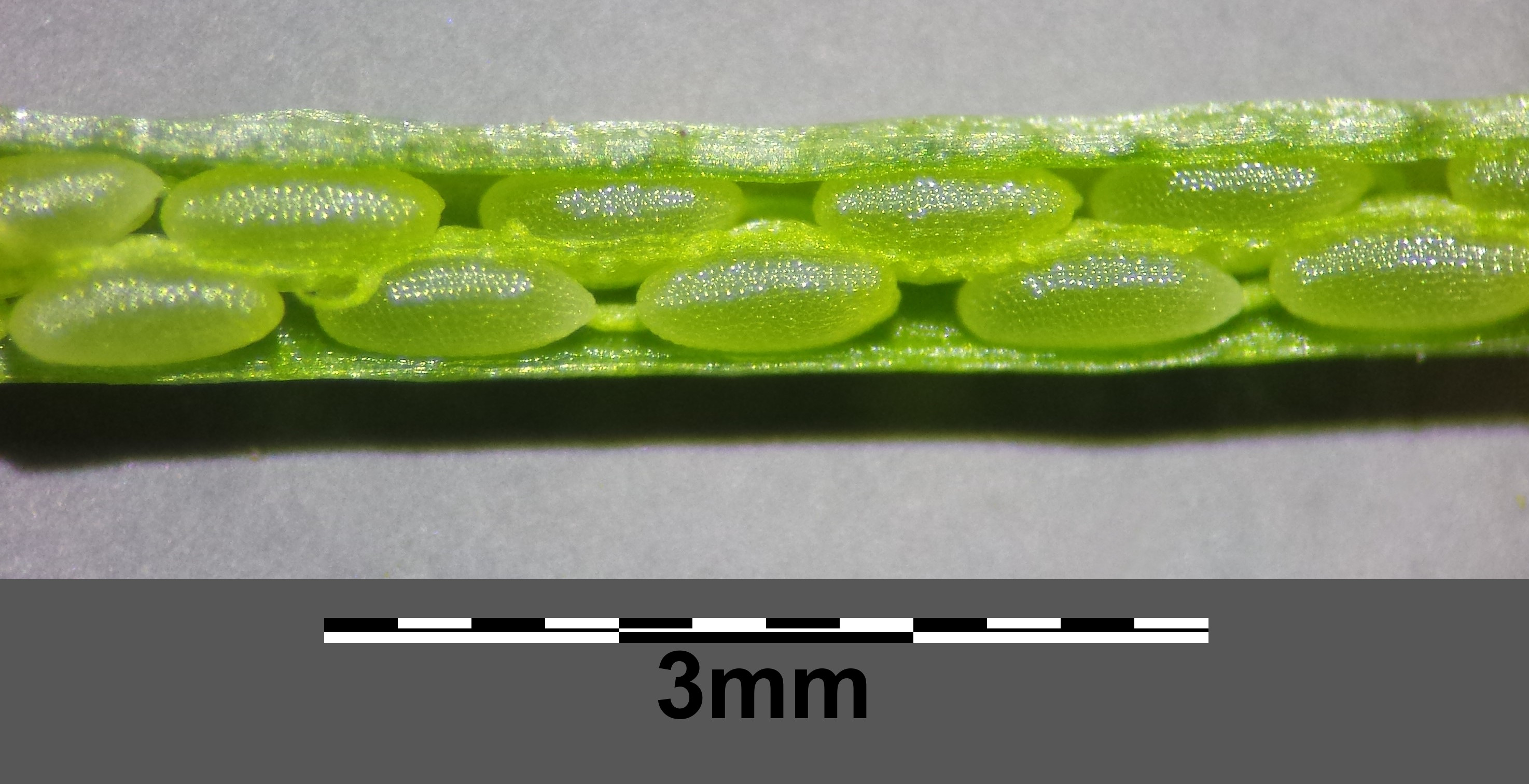
Coupe de silique.

## Habitat
Le Sisymbrium irio croît sur les pentes rocheuses, dans les vergers, sur le bord des chemins, dans les champs, les pâturages, les terrains vagues et les terrains perturbés.
Il est assez répandu dans le Sud de la France. Au Nord, il préfère la chaleur des grandes villes, où il pousse dans les friches, les gazons peu entretenus, au pied des arbres et sur les trottoirs.

## Distribution
Selon POWO, il est originaire d’Europe du Sud (France, Espagne, Portugal, Italie, ex-Yougoslavie, Tchéquie, Slovaquie, Grèce, Roumanie, Bulgarie), Moyen-Orient, Asie centrale, Afghanistan, Pakistan, Xinjiang (Chine), Afrique du Nord, Mauritanie, Égypte, Soudan, Somalie, Péninsule arabique.
Il a été introduit dans une partie de l’Amérique du Nord et de l’Amérique du Sud, en Afrique du Sud, en Grande-Bretagne, États baltes, Ukraine, Inde et Australie.
En France, le sisymbre irio est fréquent dans le sud de la France. Plus au Nord, il préfère la chaleur des grandes villes où il pousse dans les friches, les gazons peu entretenus, au pieds des arbres et sur les trottoirs.

## Utilisation
Les sisymbres irio et officinale, en tisane sucrée avec du miel, ont la réputation de calmer les toux grasses et de lutter efficacement contre les enrouements et les extinctions de voix.
L’huile qui en est tirée est également utilisée pour adoucir la peau et entre dans la composition de certaines crèmes antirides.